# Ventnor
Ventnor è un paese di 7 000 abitanti della contea dell'Isola di Wight, in Inghilterra.